# Vikev lesní
Vikev lesní (latinsky Vicia sylvatica, nebo Ervilia sylvatica) je kvetoucí rostlina z čeledi bobovitých (Fabaceae). Tento druh popsal Carl Linné. Vyskytuje se především v lesních biotopech po téměř celé Evropě včetně České republiky.

## Název
V latině existují dva odborné názvy této rostliny:
- Vicia sylvatica L.
- Ervilia sylvatica Schur

V angličtině se vikvi lesní přezdívá "wood vetch," tedy "lesní vikev."

## Popis
Vikev lesní je vytrvalá bylina s popínavými lodyhami. Každý list je složen ze 4 až 12 párů lístků a končí rozvětvenými úponky. Květy jsou bílé, popřípadě bílé s fialovou žilnatinou. Rostou v hroznovitých květenstvích po 18 květech, přičemž je každý z květů dlouhý mezi 15 a 20 mm. Plodem je, jak je pro bobovité typické, lusk, ve kterém se ukrývají obvykle 4 semena, někdy 5.

## Rozšíření
Vikev lesní lze nalézt ve většině oblastí Evropy (spíše) mírného pásu. Velmi hojná je v Irsku. Vyskytuje se v Británii, od východní Francie přes střední a východní Evropu, Itálii, Balkán a Rusko až k Bajkalu. Na severu zasahuje až na poloostrov Kola. V Česku se vyskytuje téměř na celém území od pahorkatin po vrchoviny.
Typickým biotopem této byliny jsou lesy s kamenitou půdou, nalézt ji však lze i na loukách. Dává přednost světlým až stinným, chladnějším stanovištím a spíše zásaditým, humózním a vlhčím půdám.

## Galerie

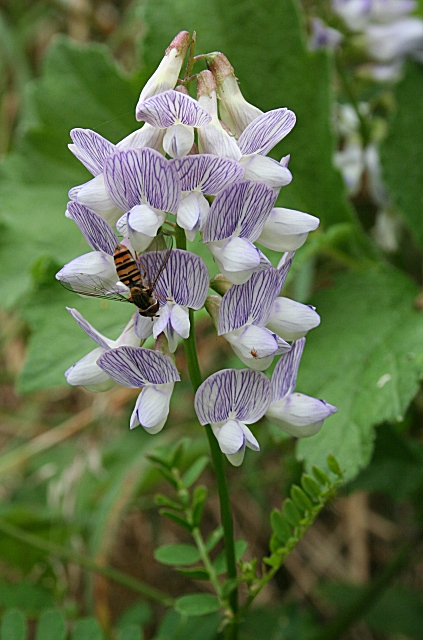
Hrozen
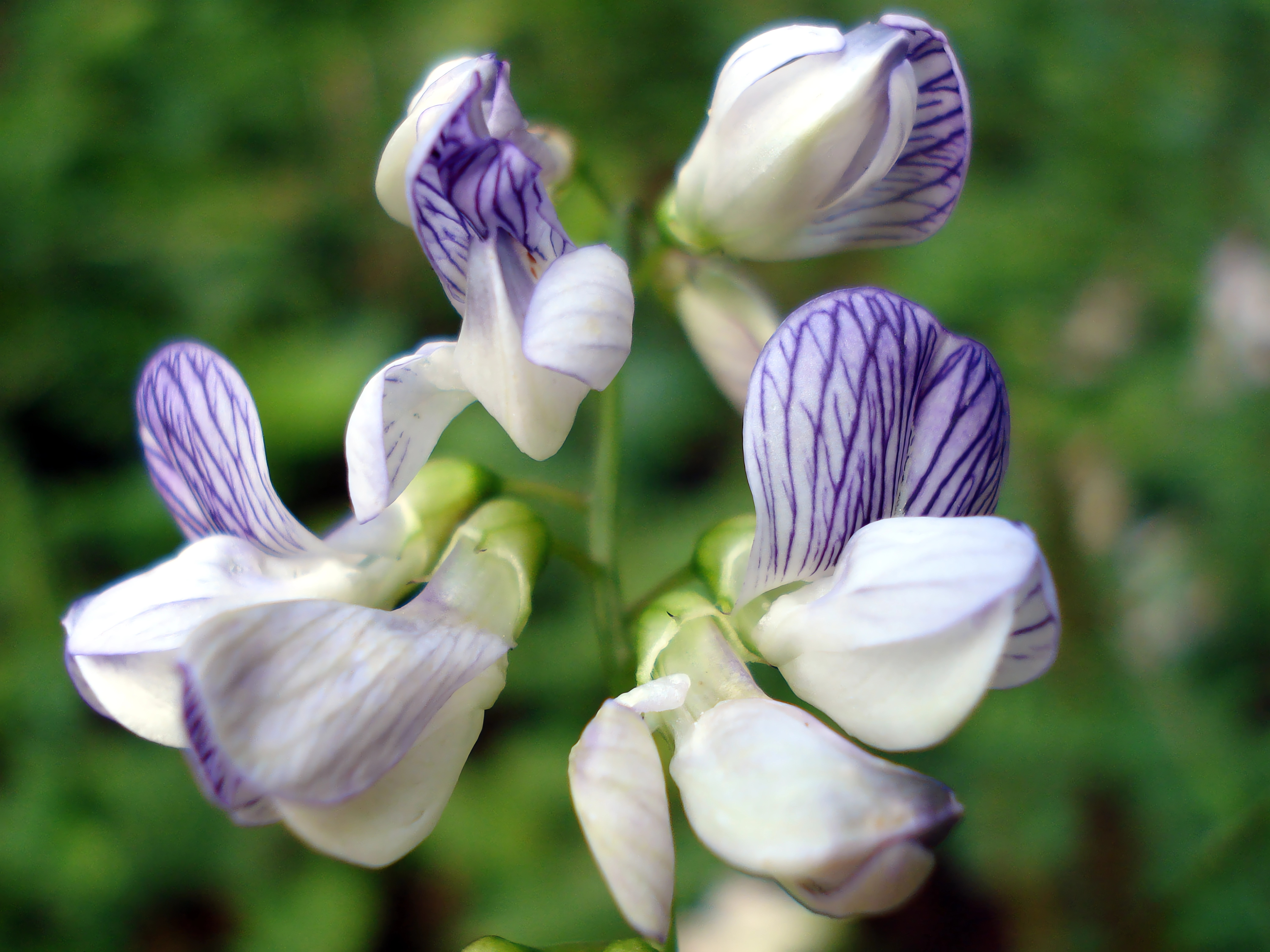
Květ
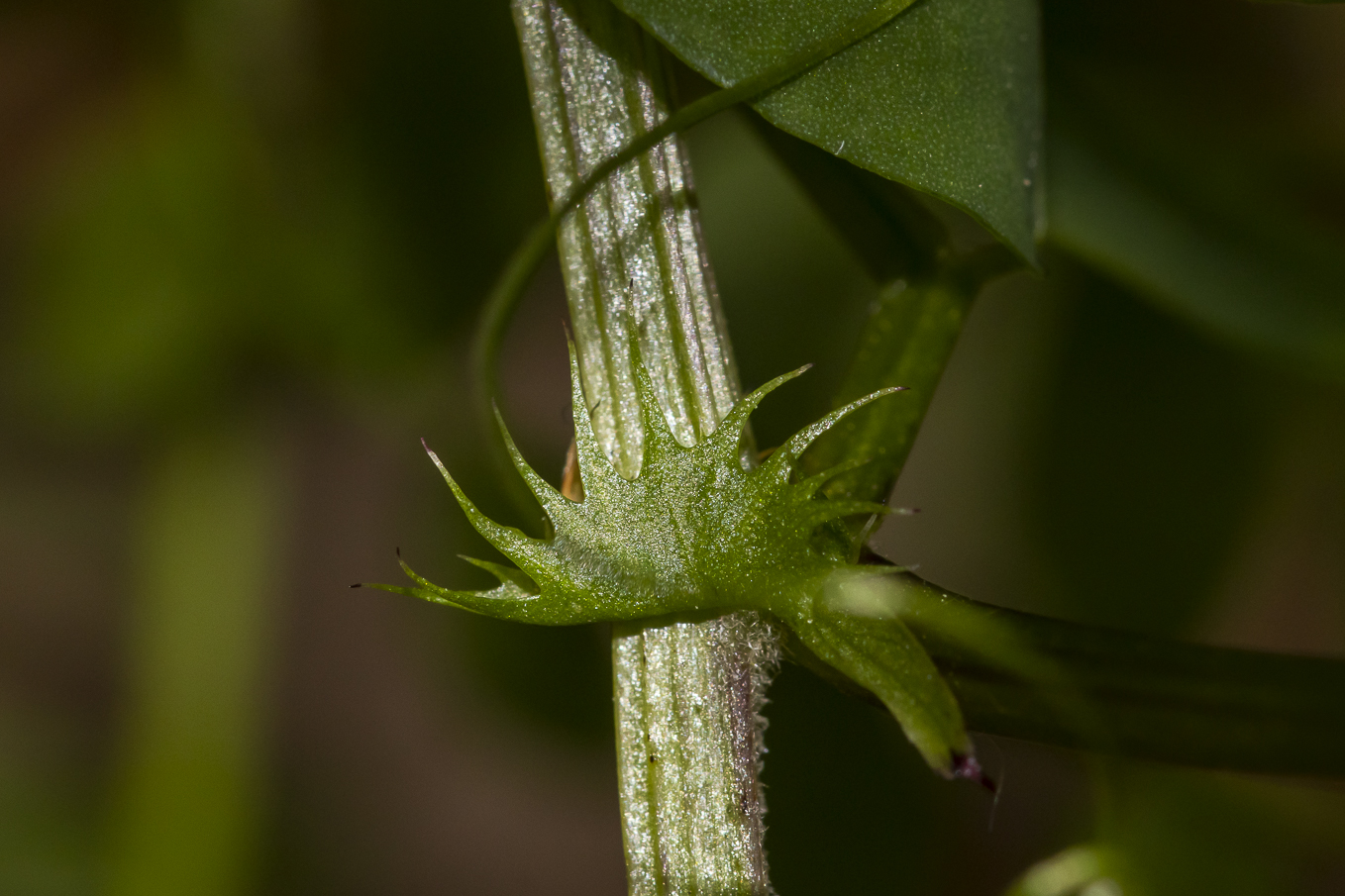
Palist
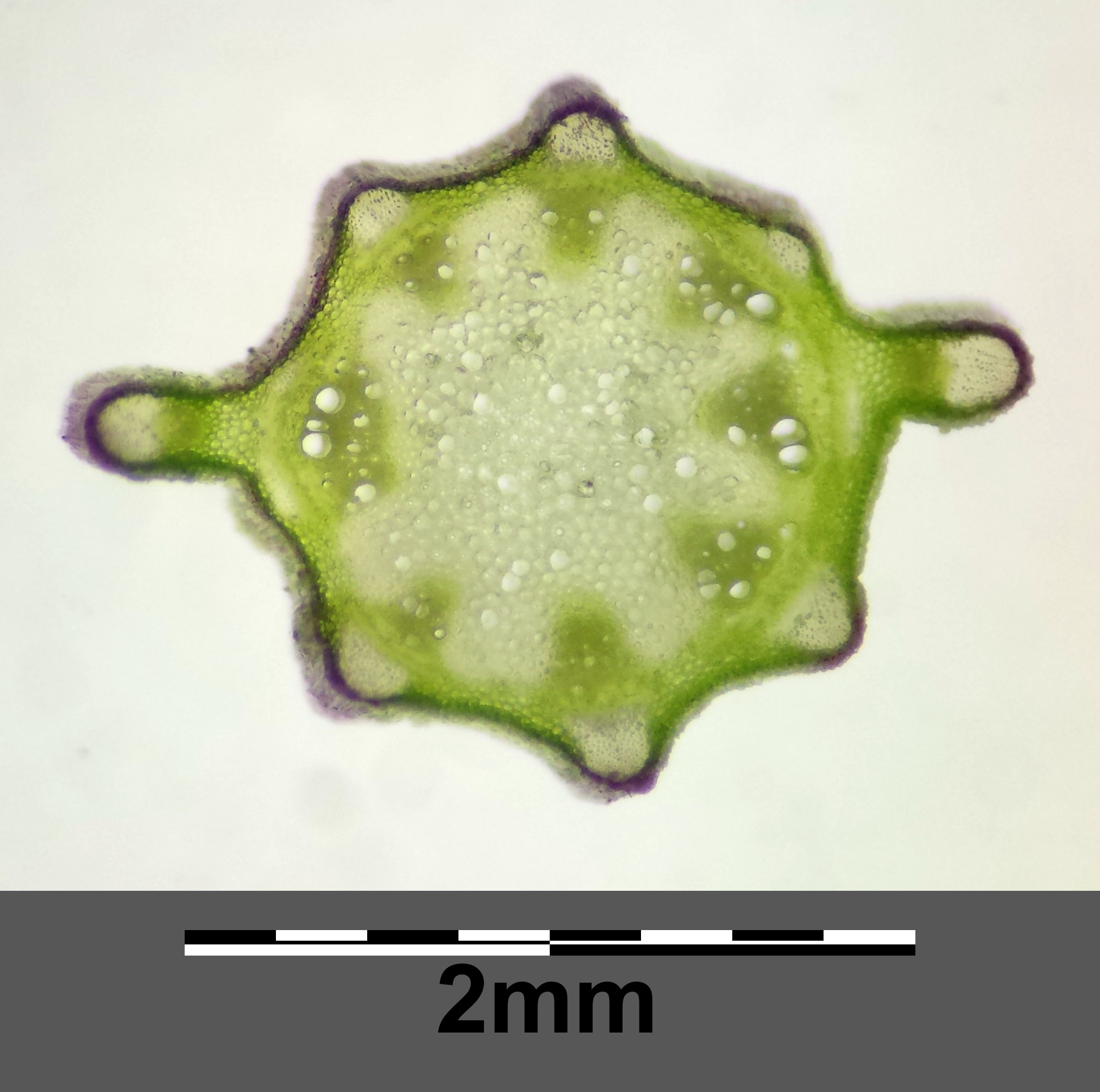
Průřez stonkem
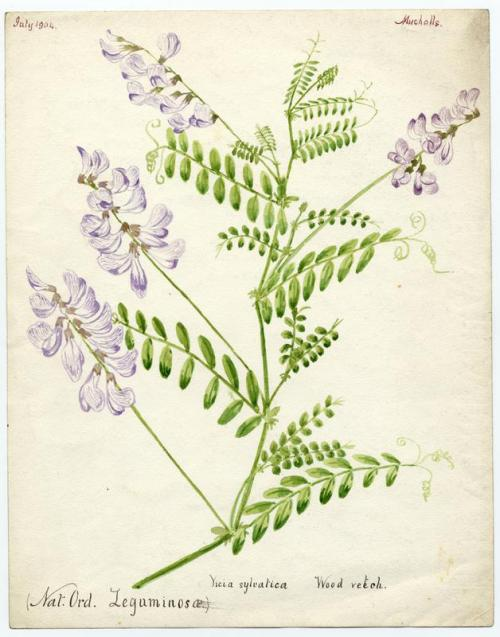
Ilustrace